# Kazimierz Bendkowski
Kazimierz Bendkowski (* 2. Januar 1948 in Warschau, Polen; † 27. Oktober 2023 in Trendelburg), war ein polnischer Photo- und Filmkünstler.

## Leben
Kazimierz Bendkowski studierte Kamera in Łódź. Er war 1970 neben Józef Robakowski einer der Mitbegründer der polnischen avantgardistischen Fotografengruppe Warsztat Formy Filmowej (WFF). 1982 floh er während des Kriegszustandes in Polen nach Deutschland. Von 1984 bis 2010 war Bendkowski künstlerisch technischer Mitarbeiter der Film- und Trickfilmklasse der Kunsthochschule Kassel. Während seiner Kasseler Zeit betreute er Projekte der Studenten, unter anderem den 1990 mit dem Oscar prämierten Trickfilm der Gebrüder Lauenstein Balance. Nach seiner Zeit an der Kunsthochschule lebte er mit seiner Familie u. a. in Trendelburg. Bendkowski verbrachte die letzten Jahre in Trendelburg und in Warschau.

## Filmographie
- 1976 – Śmiech: Regie, Kamera
- 1976 – Sytuacje Dźwiękowe: Co-Regie
- 1976 – Geometra: Regie, Kamera
- 1976 – Centrum: Regie, Kamera
- 1974 – Sztuke Stosowana: Kamera
- 1973 – Chodnik: Mitarbeit

## Ausstellungen
- 2011 – Konzept Fotografie in Polen - Freies Museum Berlin
- 2011 – Chamber of light - Muzeum Sztuki w Łodzi, Łódź
- 2007 – 1, 2, 3... Vanguardias. El arte como arte contextual - Sala Rekalde, Bilbao
- 2006 – 1, 2, 3 Avant-Garde - CSW Centrum Sztuki Współczesnej Zamek Ujazdowski / Centre for Contemporary Art Ujazdowski Castle, Warschau
- 2005 – Art Flux Video Rental - Berlin, Paris, Lissabon, Rom, Austin, Miami
- 1988 - Kazimierz Bendkowski,  Midas des 20. Jahrhunderts , Olympus Galerie Hamburg, 15. März – 18. April 1988
- 1983 – Kunst mit Photographie - Die Sammlung Dr. Rolf H. Krauss - Kölnischer Kunstverein, Köln
- 1977 – Kazimierz Bendkowski, Die Relativität des Bildes; Ausstellung im Badischen Kunstverein e.V. Karlsruhe, 9. März – 17. April 1977